# Gold of the Americas
Gold of the Americas est un jeu vidéo de stratégie au tour par tour développé et publié par Strategic Studies Group en 1989 sur Amiga, Atari ST et DOS.  C’est un jeu d’expansion économique basé sur l’exploration et l’établissement de nouvelles colonies pendant la période des Grandes découvertes dans le nouveau monde,,.

## Accueil
| Gold of the Americas |      |       |
| Média                | Nat. | Notes |
| Amiga Computing      | GB   | 67 %  |
| Gen4                 | FR   | 72 %  |
| Joystick             | FR   | 72 %  |
| The Games Machine    | GB   | 87 %  |